# 莱巴蒂
莱巴蒂（法語：Les Bâties，法語發音：[le bati]）是法国上索恩省的一个市镇，属于沃苏勒区。

## 地理
莱巴蒂（47°30'26"N, 5°53'31"E）面积7.56 平方千米，位于法国勃艮第-弗朗什-孔泰大區上索恩省，该省份为法国东部内陆省份，北起顺时针与孚日省、贝尔福地区省、杜省、汝拉省、科多尔省和上马恩省接壤。
与莱巴蒂接壤的市镇（或旧市镇、城区）包括：沃勒蒙斯洛、弗拉讷堡、拉韦尔诺特、拉罗迈讷。

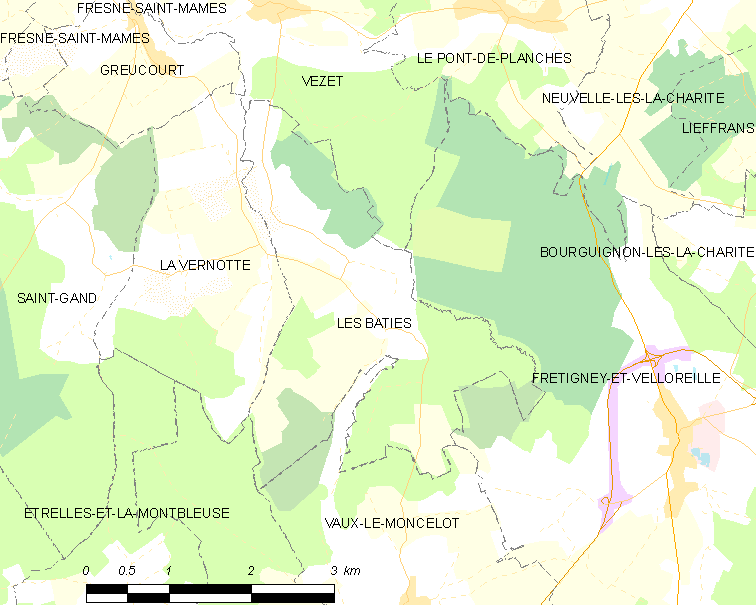
莱巴蒂的OSM定位图

莱巴蒂的时区为UTC+01:00、UTC+02:00（夏令时）。

## 行政
莱巴蒂的邮政编码为70130，INSEE市镇编码为70053。

## 政治
莱巴蒂所属的省级选区为索恩河畔塞和圣阿尔班县。

## 人口

1962-2008年间莱巴蒂人口变化图示

莱巴蒂于2022年1月1日时的人口数量为76人。